# Jaume Martínez i Clotet
Jaume Martínez i Clotet   (Barcelona, 3 de setembre de 1938 - Barcelona, 8 de febrer de 2011) fou un pilot d'automobilisme i motonàutica català. Rebé la medalla de plata al mèrit esportiu (1968) i la de Forjador de la Història Esportiva de Catalunya (1991). El 1965 esdevingué el primer català a guanyar un campionat internacional, en proclamar-se Campió d'Europa de motonàutica en categoria EU. El seu fill, Pedro Martínez de la Rosa, fou un destacat pilot de Fórmula 1.
Pel que fa a l'automobilisme, destacà en l'especialitat de muntanya i guanyà diverses pujades en el tombant de les dècades de 1950 i 1960, com ara les de Montserrat, Sant Feliu de Codines, l'Arrabassada i Vallvidrera. També guanyà el V Ral·li dels Pirineus amb un Porsche i fou un dels pioners del kàrting a Catalunya.
S'inicià en la motonàutica al Reial Club Marítim de Barcelona i formà part de l'escuderia Los Tiburones. Es proclamà campió d'Espanya en la categoria DU (1960 i 1961) i d'Europa en EU (1965). També guanyà el Gran Premi Internacional d'Espanya (1962) en categoria DU i diverses proves de velocitat i resistència.